# Walanni
Walanni war eine hethitische Großkönigin (Tawananna) im späten 15. Jahrhundert v. Chr.
Bezeugt ist sie durch mehrere Opferlisten: Auf einer chronologisch sortierten Liste zum 5. Tag des Nunatarrijašḫa-Fests, an dem die amtierende Großkönigin den jeweiligen Sonnengöttinnen von Arinna ihrer verstorbenen Vorgängerinnen Opfer darbrachte, wird Walanni an erster Stelle genannt, danach Nikkalmati, Ašmunikal und deren drei Nachfolgerinnen. Zwei zu wohl einem Ritual gehörende Opferlisten (KUB 11, 8 und KUB 11, 10) für verstorbene Mitglieder der Königsfamilie nennen ebenfalls ihren Namen, zusammen mit Kantuzzili, in dem – was nicht ganz unstrittig ist – derselbe Kantuzzili angenommen wird, der Muwattalli I. ermordet hatte. Durch den Fund eines Siegels, das Tudḫaliya I. als Sohn des Kantuzzili nennt, wurde die Annahme, dass Walanni die Gattin Kantuzzilis und damit womöglich die Mutter Tudḫalijas I. war, weiter erhärtet.